# بیل فینی
بیل فینی (انگلیسی: Bill Finney؛ زادهٔ ۵ سپتامبر ۱۹۳۱) بازیکن فوتبال اهل بریتانیا است.
از باشگاه‌هایی که در آن بازی کرده‌است می‌توان به باشگاه فوتبال استوک سیتی، باشگاه فوتبال کویینز پارک رنجرز، باشگاه فوتبال کرو آلکساندرا، باشگاه فوتبال مکلسفیلد تاون، باشگاه فوتبال روچدیل، و باشگاه فوتبال بیرمنگام سیتی اشاره کرد.